# ويلو جونسون
ويلو جونسون هي ممثلة كندية، ولدت في 3 أبريل 1977 في فانكوفر في كندا.

## وصلات خارجية
- ويلو جونسون على موقع IMDb (الإنجليزية)
- ويلو جونسون على موقع قاعدة بيانات الفيلم (الإنجليزية)